# 8296 Міяма
8296 Міяма (8296 Miyama) — астероїд головного поясу, відкритий 13 січня 1993 року.
Тіссеранів параметр щодо Юпітера — 3,222.